# 1896年香港
|        | 香港歷史 \| 香港歷史年表                                                                                                   |
| 世紀： | 18世紀香港 \| 19世紀香港 \| 20世紀香港                                                                                     |
| 年代： | 1860年代香港 \| 1870年代香港 \| 1880年代香港 \| 1890年代香港 \| 1900年代香港 \| 1910年代香港 \| 1920年代香港               |
| 年份： | 1892年香港 \| 1893年香港 \| 1894年香港 \| 1895年香港 \| 1896年香港 \| 1897年香港 \| 1898年香港 \| 1899年香港 \| 1900年香港 |
| 紀年： | 丙申年（猴年）、香港開埠55周年                                                                                             |

## 大事記
- 1月17日，香港中華會館成立。[1]
- 1月18日，舉行保良局新址奠基禮，由港督威廉·羅便臣主持。[2]
- 3月28日，英女王維多利亞銅像在中環滙豐總行大廈前廣場落成。[2]
- 3月4日，港督羅便臣驅逐孫中山出境。[3]
- 3月31日，清廷官員李鴻章原計劃經香港出訪俄羅斯，惟因香港再度爆發鼠疫而未有過港。[2]
- 4月8日，鼠疫再次流行，8名歐洲人病死。[2]
- 4月28日，港府呈報殖民地部再建政府合署及高等法院，獲批。[2]
- 6月4日，中華匯理銀行發鈔391,455港元。[2]
- 7月1日，頒佈《貨物代理商條例》。[1]
- 7月29日，颱風正面襲港，財產損失嚴重。[2]
- 7月，立法局增加官守及非官守議員各1名，新增非官守議員為韋寶珊[1]。行政局則首次增設非官守議員[1]，港督委派怡和洋行總經理歐文和大地產商遮打爵士出任[1]。
- 8月1日，實施《貨物貿易條例》。[1]
- 10月28日，羅便臣因公離港，由駐港英軍少將布力爵士署任港督。[2]
- 11月8日，羅便臣公務完畢返港。[2]
- 11月，保良局新址建成開幕。[4]
- 本年：
  - 全年貿易不景，麵粉、煤油進口貿易除外。[2]
  - 九龍大角咀建街道。[2]
  - 政府財政收入為261萬港元，支出247萬。[2]
  - 總人口為239,419人[2]，外國人佔12,709名[2]。